# اچ‌ام‌اس فوبه (اف۴۲)
اچ‌ام‌اس فوبه (اف۴۲) (به انگلیسی: HMS Phoebe (F42)) یک کشتی بود. این کشتی در سال ۱۹۶۴ ساخته شد.